# Uferaas
Das Uferaas (Ephoron virgo), auch Vergängliche Jungfrau genannt, ist eine Art der zu den Insekten gehörenden Eintagsfliegen und paläarktisch verbreitet. Die Art ist bekannt für ihr Massenschwärmen an August- oder Septemberabenden, bei denen die Tiere auch stark von Licht angelockt werden. Der Name Uferaas wird manchmal auch für andere Arten der Eintagsfliegen verwendet, wie z. B. Palingenia longicauda oder andere Arten der Gattung Palingenia.

## Merkmale
Die Körperlänge beträgt 10–18 mm, die Schwanzfäden (2 Cerci beim Männchen, 2 Cerci + 1 Terminalfilum/Paracercus beim Weibchen) messen weitere 15–35 mm. Die Vorderflügellänge beträgt 10–16 mm. Die Komplexaugen sind schwarz gefärbt, die Fühler weiß. Der Prothorax ist weiß, der Mesothorax hellbraun gefärbt. Die Art ist an den milchigweißen Flügeln erkennbar, die bei den Männchen transparent und bei den Weibchen opak sind. Die Vorderbeine sind basal schwarz und distal weiß gefärbt, die Mittel- und Hinterbeine sind weiß. Die Vorderbeine der Männchen sind mehr als körperlang, die der Weibchen sehr kurz. Cerci und Paracercus sind weiß gefärbt, der Paracercus des Männchens ist nur rudimentär ausgeprägt.
Die Eier messen etwa 260 × 175 µm und besitzen eine deutliche Polkappe, die nach Wasserkontakt sofort einzelne dicke Anheftungsfäden zeigt.
Die Larven werden 12–20 mm lang, sind gelblich-weiß gefärbt und besitzen 7 Kiemenpaare am Hinterleib, von denen das erste blattförmig ist und die anderen zweiästig mit Fransen.
Die Subimago ähnelt der Imago, die Flügel sind jedoch grauweiß gefärbt und die Weibchen sind dunkler als die Männchen sowie mit rötlich-gelbem Abdomen. Die Weibchen bleiben stets eine Subimago und häuten sich nicht zur Imago.

## Verbreitung und Lebensraum
Die Art lebt in großen Teilen der paläarktischen Region, von Nordafrika und Westeuropa bis Ostasien. Bekannt ist sie z. B. aus Spanien (z. B. im Ebro), Frankreich, der Schweiz, Belgien, den Niederlanden, Deutschland, Ungarn oder Estland.
Die Larven leben im Potamal mittlerer und größerer Flüsse.

## Lebensweise
Die Larven schlüpfen im Frühjahr ab Ende April aus den Eiern und entwickeln sich in einem Zeitraum von drei bis vier Monaten. Sie leben auf und im Flusssediment. Die ersten Stadien haben keine Tracheenkiemen und leben frei im Substrat, beispielsweise im Lückensystem von Sandkörnern. Später graben sie sich horizontal U-förmige Röhren in das Flusssediment. Hier erzeugen sie mit ihren gefiederten Tracheenkiemen wellenförmige Bewegungen, wodurch ein Wasserstrom durch die Röhre fließt, der Sauerstoff und Nahrung wie Detritus und Algen liefert, die aus dem Wasser gefiltert werden. Mit den Mundwerkzeugen werden feinste Nahrungspartikel bis zur Größe von 1 µm herausgefiltert.
Wenn die Larven im August oder September das Subimago-Stadium erreichen, schwimmen sie zur Wasseroberfläche, wo sie auftauchen. Kurz nach der Dämmerung kommt es zu Massenschwärmen über den Flüssen. Die Männchen tauchen früher auf als die Weibchen und landen am Ufer des Flusses, wo sie sich zur Imago häuten. Danach kehren sie zum Fluss zurück, um horizontal über der Wasseroberfläche zu fliegen und nach aufstrebenden Weibchen zu suchen. Die Weibchen bleiben während ihres Erwachsenenlebens Subimagos und werden im Flug befruchtet. Die Flugzeit dauert ungefähr eine Stunde, anschließend sterben die adulten Tiere. Die Weibchen fallen dabei auf die Wasseroberfläche, ihr Hinterleib platzt auf und sie geben dadurch nach dem Berühren der Wasseroberfläche zwei Eipakete mit insgesamt 2000–3000 Eiern ab. Die Eipakete fallen im Wasser auseinander und die Eier sinken einzeln auf den Grund des Flusses, wo sie mit der klebrigen Polkappe am Untergrund befestigt werden, um nicht mit der Wasserströmung weiter stromabwärts zu verdriften. Im Winter befinden sich die Eier in einer Diapause, die im Frühjahr durch steigende Temperaturen deaktiviert wird.
Die Art wird stark von Licht angelockt, so umschwirren die Imagines häufig Straßenlaternen in Gewässernähe, wo sie schließlich verenden, ohne ihre Eier ins Wasser ablegen zu können. Als Schutzmaßnahmen werden manchmal Lichtquellen an Brücken über den Flüssen ausgebracht. Hier fallen die Eintagsfliegen zwar häufig Fischen oder anderen Prädatoren zum Opfer, werden aber nicht von den Gewässern weggelockt.

## Gefährdung
Ephoron virgo galt Anfang der 1980er Jahre in Deutschland als ausgestorben oder verschollen, wurde aber in den 1980er-Jahren im Rhein und in der Donau wieder nachgewiesen. Nach dieser Zeit kam es durch die zunehmend bessere Wasserqualität der Flüsse auch wieder zu einer Ausbreitung in der Altmühl, der Fulda, dem Main, der Mosel, der Naab, der Weser, der Isar, dem Regen und der Regnitz. An der Naab im oberpfälzischen Landkreis Schwandorf (Orte Nabburg, Schwandorf und Schwarzenfeld) treten Massensynchronschlupfereignisse auch heutzutage noch auf.
In Sachsen schlüpften um 1900 die Adulten von Ephoron virgo an der Oberelbe noch so massenhaft, dass dieses Ereignis als „Schneegestöber im Sommer“ bezeichnet wurde. Die Anwohner in den Dörfern an der Elbe in der Sächsischen Schweiz und in Böhmen eilten abends herbei und lockten die Tiere mit Feuer an, woran sie sich die Flügel verbrannten und verendeten. Die Körper wurden getrocknet und als Futter für Singvögel verkauft. Der letzte Nachweis dieser Art aus Sachsen stammt bereits aus der Zeit vor dem Zweiten Weltkrieg. Die Art ist in Sachsen ausgestorben. Ebenfalls ausgestorben ist die Art in der Schweiz, wo der einzige Nachweis aus dem Jahr 1870 stammt. In Bayern kann eine Stabilisierung oder Vergrößerung der Bestände bedingt durch die verbesserte Wasserqualität im Unterlauf von Naab und Regen angenommen werden. In Köln am Rhein konnte an Augustabenden von 1990 bis 1992 ebenfalls Massenschwärmen beobachtet werden.

## Taxonomie
Die Art wurde 1791 von Guillaume-Antoine Olivier unter dem Namen Ephemera virgo erstbeschrieben. Ein weiteres Synonym lautet Polymitarcys virgo (Olivier, 1791), das auch in der Schreibweise Polymitarcis virgo zu finden ist.